# Governo di coalizione
Un governo di coalizione, in un sistema parlamentare, è un governo formato da una coalizione di due o più partiti politici, che si forma solitamente perché nessuno dei partiti può, da solo, raggiungere la maggioranza in Parlamento.
Si distingue pertanto da un governo monocolore, che è invece formato da un solo partito.
Casi particolari di governo di coalizione sono quelli di un governo di unità nazionale (formato da tutti o quasi i partiti, in situazioni di emergenza nazionale) o di uno di grande coalizione (quando ad allearsi sono i due maggiori partiti, solitamente avversi).

## Esempi

### Svizzera
Nel corso della sua storia la Svizzera ha fatto ricorso a governi di ampia coalizione.
Da ultimo, dal 1959 fino al 2003 il Consiglio federale svizzero è sempre stato composto da:
- 2 Partito Socialista Svizzero
- 2 Partito Popolare Democratico
- 2 Partito Liberale Radicale
- 1 Unione Democratica di Centro.

### Italia
Nel corso della sua storia l'Italia ha fatto ricorso a numerosi governi di coalizione. 
Ultimo in ordine cronologico è l'attuale Governo Meloni, composto da: 
- Fratelli d'Italia
- Lega
- Forza Italia
- Italia al Centro
- Rinascimento Italiano